# Општина Ромос (Хунедоара)
Ромос (рум. Romos) општина је у Румунији у округу Хунедоара.
Oпштина се налази на надморској висини од 348 m.